# Protéroglyphe
Un serpent protéroglyphe est un serpent qui possède deux petits crochets fixes (également appelé glyphe), reliés aux glandes à venin, à l'avant du maxillaire. Ces crochets sont toujours dans la même position, que la gueule soit ouverte ou fermée (par opposition aux solénoglyphes). Cet appareil venimeux caractérise surtout la famille des Elapidés (cobras, mambas, bongares, serpents corail, taïpans, serpents marins, etc)
Cet appareil venimeux est bien plus efficace et rapide que l'appareil venimeux opistoglyphe pour l'injection de venin, mais pas autant que l'appareil solénoglyphe des Vipéridés. Il faut plus de temps aux serpents protéroglyphes pour injecter du venin à une proie qu'aux serpents solénoglyphes et la quantité injectée est souvent moins importante. De plus les crochets sont trop petits pour servir directement à immobiliser la proie. Cet appareil est plus adapté à une chasse active à la recherche d'une proie et est moins efficace à l'affut. Les serpents protéroglyphes ont majoritairement développé des venins neurotoxiques, qui immobilisent rapidement les proies en paralysant le système nerveux. Ce type de venin à action rapide est aussi très efficace lors d'une morsure défensive contre un potentiel prédateur. De ce fait une partie des serpents venimeux considérés comme les plus dangereux pour l'homme sont des serpents protéroglyphes.
Quelques espèces, appelées cobras cracheurs, ont en outre développé la capacité de cracher leur venin pour se défendre contre leurs prédateurs : les crochets sont percés à l'avant, permettant de projeter le venin en visant les yeux de l'adversaire. Le venin de ces serpents contient, en plus des neurotoxines (généralement sans effet en surface sur les yeux), des cytotoxines au pouvoir irritant.